# Дуплькич, или Рычание ягнят
«Дуплькич, или Рычание ягнят» — российское скетч-шоу Андрея Кнышева совместного производства «Первого канала» и интернет-радиостанции «Чипльдук». Версия советской программы «Веселые ребята», выходившей с 1978 по 1990 годы на Центральном телевидении СССР. Пилотный и единственный выпуск вышел на «Первом канале» 26 декабря 2010 года, сразу же после которого программа была закрыта.

## Участники
- Андрей Кнышев — автор; корректор Казимир Морочич; повар Жан Огюст Бьен Фюржак; гость программы «Хочу разобраться» Илья Наумович Глухов
- Леонид Сергеев — арбитр Вадим Топиков
- Игорь Таращанский — искусствовед и педагог Илья Наумович Шнегель; арбитр Янис Буркявичус; ведущий программы «Хочу разобраться»
- Александр Багдасаров — диктор; ведущий «Новостей дня для любителей викторин и загадок»; гость программы «Хочу разобраться» Рубен Вагаршакович Соколов
- Кирилл Немоляев — футболист Шмутц; диктор Натан Тюрин
- Ирина Башкирева — диктор; ведущая «Новостей для котиков»; ведущая «Биржевых новостей»
- Сергей Епишев — сотрудник литературного музея Кирилл; хавбек Ермолай Кляр; актёр рекламного ролика «Тренажёр для мозга»
- Алексей Маслов[3] — слепой; арбитр Ежи Малина
- Велимир Русаков[1] — эпизод

## Сюжет
По словам Кнышева, «подход у меня более фильмовый, мы попробуем дрейфовать в сторону коллажного действа с разными элементами, как когда-то было в „Весёлых ребятах“».
По сюжету передачи, сценки на разные темы перемежаются коллажами с юмористическими фразами.

### Первый выпуск
Вышел в эфир 26 декабря 2010 года и включил в себя:
- новости для различной целевой аудитории;
- ток-шоу «Хочу разобраться» о валоризации, в котором обсуждалось всё, кроме валоризации;
- доигрывание футбольного матча между голландским и российским клубами (идея, перенесённая из подобной практики у шахматистов);
- лекция о поэзии Серебряного века, с использованием новейших средств привлечения внимания, как-то: избиения ассистента, демонстрации эротических картинок и пистолетного выстрела;
- кулинарное шоу, в котором иностранный повар готовит деликатесы, а затем сваливает всё приготовленное в мешок и бьёт им о стол;
- телемагазин, в котором рекламируется тренажёр для мозга.

## Критика
Судя по отзывам, мнения разделились. Отрицательных мнений было больше, например:

Пытаться смешить людей юмором двадцатилетней с гаком давности может позволить себе человек либо гениальный, например Михаил Жванецкий, либо невероятно отважный. Такой, как Андрей Кнышев.
Пилотный выпуск его проекта длился час, в течение которого Кнышев и Ко изводили зрителей многосерийной пародией на рекламу. По мнению авторов, пародия подобна анекдоту для милиционера — её надо рассказать дважды, лучше трижды. А в перерывах блеснуть ещё парой обезоруживающе несмешных реприз, в которых бал правят шутки в духе «Что, йети? Ага, йети. И те…».
В конце 80-х сделанные Кнышевым «Весёлые ребята» выглядели чем-то космически новым. Казалось, к 2010-му Андрей как человек творческий вырастет и покажет что-то ещё более яркое. Но кнышевский юмор застрял во временах перестройки и хозрасчёта. Показывать это сейчас — всё равно что предлагать нам развлекаться коллективным просмотром «видака» или выстаиванием очередей за «варёнками».
— «О чём рычат ягнята», «Комсомольская правда» от 28 декабря 2010 г.

Первый канал пошёл на эксперимент и проиграл. Я имею в виду первый (и может быть, последний) выпуск новой программы Андрея Кнышева «Дуплькич, или рычание ягнят».
Анонсы гласили, что известный юморист возвращается на телевидение после 20-летнего перерыва. «Рычание» же явило собой собрание скетчей, пародирующих те или иные жанры современного ТВ — от кулинарных до юмористических. «Жрачки и ржачки». Всё это было усеяно кнышутками типа «Здесь могла бы быть ваша реклама, какое счастье, что хотя бы тут её нет» или «Положите на всё с нашим прибором!»
Тонко, остроумно и… скучновато.
Кнышев прекрасно читается в бумажном или электронном варианте, но, воплощаясь, почему-то теряет обаяние ума. Трудно сказать, отстал ли писатель-сатирик от ритма современного телевидения, но общая затянутость почти всех разыгрываемых сценок — резала глаз.
Неудивительно, что несмотря на довольно «смотрибельное» время — воскресенье, 22:00 — в топе сотни наиболее рейтинговых программ недели «Дуплькич» занял лишь 83-е место.
— «Такменев показал кукиш в кармане», РИА «Новости» 
Были и положительные отзывы:

Грех не признать, чтобы было смешно — шоу Андрея Кнышева надо было смотреть. Не перебегая с кухни к дивану, не перекидываясь парой слов с домашними и не щёлкая на НТВ с вопросом: кого там ещё замочили? Это полноправный видеофильм, не предназначенный для фонового просмотра. Чтобы понять, что смешно, надо сделать над собой усилие и хотя бы досмотреть сюжет до конца. Собственно, и в «Весёлых ребятах» так было. Просто за 20 лет, с тех пор как команда Кнышева перестала пробиваться на ТВ, мы привыкли к другой скорости поглощения юмора. Нас приучили к калейдоскопу шуток и к тому, что думать «ваще не надо»! Самое обидное, что глубина юмора этих самых «ягнят» вовсе не запредельная. Но и это воспринимается с трудом.
— «О чём рычат ягнята», «Комсомольская правда» от 28 декабря 2010 г.

Как же, наверно, страшно возвращаться на ТВ 20 лет спустя. «Весёлые ребята» выходили ещё в той, другой, большой и непонятной стране под названием СССР. А «Дуплькич, или Рычание ягнят» дебютировали в совсем другом, но тоже очень непонятном государстве. Здравствуйте, Андрей Кнышев!
Возвращаться плохая примета. Примеров тому множество. Поймав когда-то юмористического бога за бороду, нельзя думать, что это счастье будет с тобой жить вечно. Время бежит быстрее «Сапсана». Оглянулся, а вокруг всё уже другое, ничего не узнать {…}
Но у Кнышева получилось…
«Рычание ягнят» появилось вовремя. Потому что мы сейчас опять в совке. СССР-лайт. Для таких весёлых ребят, как Кнышев, отличное время!— «Голые и смешные», «Московский комсомолец» 